# Laura i Filon

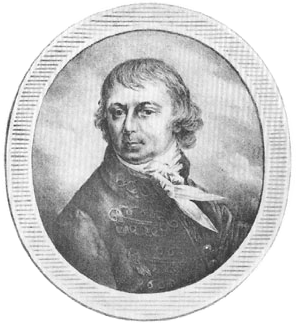
Franciszek Karpiński

Laura i Filon – sielanka Franciszka Karpińskiego, powstała w latach 1772-1780, opublikowana w 1780 w tomie Zabawki wierszem i przykłady obyczajne.
Wiersz ukazuje konwencjonalną scenę oczekiwania dziewczyny na ukochanego, zawodu, jakiego doznaje, a następnie pogodzenia się z chłopcem, gdy ten wyszedł z ukrycia, upewniwszy się o uczuciach wybranki. Nowatorstwo Karpińskiego polegało na zastąpieniu typowej scenerii sielanek elementami rodzimymi (jawor, bór, maliny, szczekanie psa, pianie koguta). Utwór przypomina formy operowe: wstępna wypowiedź Laury – arię, zaś dalsza część – duet dialogowy.
Wiersz jest napisany strofą stanisławowską, składającą się z wersów dziesięciozgłoskowych i ośmiozgłoskowych.
Utwór wszedł do repertuaru pieśni ludowych, stał się również inspiracją dla Adama Mickiewicza jako autora ballad (m.in. czterowersowe strofy z rymem abab w Balladach i romansach). Jedną z melodii, do której wykonywano tekst, wykorzystał Fryderyk Chopin w Fantazji na tematy polskie.